# Christmas Lights (canção)
"Christmas Lights" é uma canção natalícia da banda britânica de rock alternativo Coldplay lançada em 1 de dezembro de 2010 como download digital. A canção é descrita pela banda como "uma canção de tempo médio" que apresenta um "tom de Sol maior".

## Lançamento e promoção
A data de lançamento do single foi anunciado através do site oficial Coldplay em 24 de novembro de 2010. Uma contagem regressiva com minutos e segundos esteve disponível no site em 1 de dezembro, as 20:00 GMT, acompanhada de um gif, na qual é a capa do single, feita por Yu Matsuoka Pol.
Coldplay lançou três vídeos mostrando o making-of do clipe em sua conta no iTunes Ping, mostrando o desenvolvimento do mesmo. Outro vídeo também foi postado no site, dando uma prévia do videoclipe da canção e a canção em si, e mais uma vez mostrando o making-of.
Vários fãs pensaram que "Christmas Lights" estaria destinada ao quinto álbum da banda, porém não foi confirmado pelo Coldplay, e logo depois, disseram durante uma entrevista ao "The Oracle", no site oficial, que era somente um single natalino.

## Videoclipe
As discussões sobre o vídeo começaram há cerca de um mês antes de seu lançamento. O plano original era filmar um vídeo simples na Oxford Street, como o lugar é mencionado na letra da canção. Depois disso, muitas outras opções foram analisadas como um vídeo semelhante ao dos The Beatles, "All You Need Is Love", com banda e amigos no estúdio. Mas essa ideia foi deixada de lado, como Coldplay estava no meio da produção de um álbum, então isso poderia interromper o fluxo da gravação. Outra ideia para as filmagens do vídeo era no Willesden Music Hall. Finalmente, decidiram convidar o designer Misty Buckley para o projeto e as ideias para o vídeo começaram a tomar forma. Após uma reunião no estúdio chamado The Bakery, todas as ideias que tinha sido estabelecidas, a única coisa que faltava era o local para as filmagens. Alguns locais sugeridos foram os túneis sob Waterloo e o teto de John Lewis, porém optaram pelo South Bank, apenas cinco dias antes das filmagens.
Coldplay começou a filmar o vídeo da canção em 24 de novembro. O vídeo começa com um disco sendo colocado em uma vitrola, e com a câmera através de uma auto-piano, em seguida, os quatro membros da banda. Martin começa a cantar o primeiro verso enquanto a câmera diminui o zoom para mostrar o piano. Martin, então, se levanta e começa a tocá-lo, e o resto da banda já não pode mais ser visto. Martin toca em um palco na frente do rio Tâmisa. As cortinas se abrem para mostrar o resto da banda, que começa a tocar a música, acompanhada com fogos de artifício e três homens vestidos de Elvis Presley tocando violino (que são três amigos pessoais dos integrantes da banda: o ator britânico Simon Pegg; o quinto membro do Coldplay, Phil Harvey; e Tim Crompton, amigo da banda e vocalista do The High Wire). Centena de fãs da banda aparecem no videoclipe da canção. Eles lançam balões coloridos dentro de um barco no Tâmisa, enquanto cantam uma parte da canção. "Credo Elvem Etiam Vivere" está escrito em cima do palco aonde a banda se apresenta. A frase é do Latim, que significa "Eu acredito que Elvis existe".
O vídeo foi dirigido por Mat Whitecross, um amigo de longa data da banda e diretor de vários outros videoclipes do Coldplay, como "Bigger Stronger" e "Lovers in Japan".
Algumas horas após o lançamento do vídeo, ele foi removido do Youtube após a IFPI alegar como uma violação dos direitos de autor, apesar de o vídeo estar disponível em um dos canais oficiais do Coldplay.

## Faixas
| Download digital |                    |         |  |
| N.º              | Título             | Duração |  |
| 1.               | "Christmas Lights" | 4:02    |  |

## Desempenho nas paradas musicais
| País/Parada (2010—11)                     | Melhor posição |
| ----------------------------------------- | -------------- |
| Alemanha (Media Control Charts)           | 26             |
| Austrália (ARIA)                          | 32             |
| Áustria (Ö3 Austria Top 40)               | 17             |
| Bélgica (Ultratop 50 Flandres)            | 9              |
| Bélgica (Ultratop 40 Valónia)             | 8              |
| Canadá (Canadian Hot 100)                 | 18             |
| Dinamarca (Hitlisten)                     | 10             |
| Eslováquia (IFPI)                         | 72             |
| Espanha (PROMUSICAE)                      | 14             |
| Estados Unidos (Billboard Hot 100)        | 25             |
| Finlândia (Mitä hittiä)                   | 3              |
| Holanda (MegaCharts)                      | 2              |
| Irlanda (IRMA)                            | 15             |
| Itália (FIMI)                             | 2              |
| Noruega (VG-lista)                        | 8              |
| Nova Zelândia (RIANZ)                     | 34             |
| Polônia (ZPAV)                            | 23             |
| Portugal (AFP)                            | 12             |
| Reino Unido (The Official Charts Company) | 13             |
| Suécia (Sverigetopplistan)                | 19             |
| Suíça (Schweizer Hitparade)               | 10             |

### Paradas anuais
| País/Parada (2010)   | Posição |
| -------------------- | ------- |
| Itália (FIMI)        | 97      |
| Holanda (MegaCharts) | 97      |